# Сонни Корлеоне
Сантино «Сонни» Корлеоне (итал. Santino «Sonny» Corleone) — вымышленный персонаж романа Марио Пьюзо «Крёстный отец» 1969 года и его одноимённой экранизации режиссёра Фрэнсиса Форда Копполы 1972 года, где его роль исполнил Джеймс Каан.
Сонни является старшим сыном мафиозного дона Вито Корлеоне и его жены Кармелы Корлеоне. Также у него есть младшие братья Фредо и Майкл и сестра Конни. Сонни был избран наследником Вито и исполнял обязанности главы семьи, когда тот находился в тяжёлом состоянии после покушения. Он обладает вспыльчивым характером и ведёт распутный образ жизни, однако остаётся предан своей семье, несмотря ни на что.
За роль Сонни Корлеоне Джеймс Каан был удостоен положительных отзывов критиков и получил номинацию на премии «Оскар» и «Золотой глобус». В картине «Крёстный отец 2» 1974 года роль маленького Сантино сыграл сын режиссёра Роман Коппола.

## Исполнение и кастинг
Первоначально Джеймс Каан проходил прослушивание на роль Майкла Корлеоне. Руководители Paramount одобрили кандидатуру Каана, тогда как Сонни Корлеоне должен был сыграть Кармине Кариди. Коппола по-прежнему настаивал на том, чтобы Майкла сыграл Аль Пачино и продюсер Роберт Эванс, в конце концов, пошёл на уступку, позволив Пачино играть Майкла, в то время как Каан получил роль Сонни. Эванс предпочёл Каана Кариди, поскольку Каан был на семь дюймов ниже, что было намного ближе к росту Пачино.
Источником вдохновения для образа Сонни Корлеоне Каан назвал комика Дона Риклса.
Сцена гибели Сонни снималась 22 июня 1971 года на взлётно-посадочной полосе около Военно-воздушной базы Митчелл. В ней Сонни ехал на автомобиле Lincoln Continental с просверленными дырками, которые напоминали отверстия от пуль. Сцена снималась три дня и обошлась создателям фильма в 100 000 $. Коппола хотел, чтобы смерть Сонни напоминала убийство Бонни и Клайда в исполнении Уоррена Битти и Фэй Данауэй из картины «Бонни и Клайд» 1967 года. Незадолго до своей смерти Сонни слушает трансляцию бейсбольной игры плей-офф, которую выиграл Бобби Томсон. Таким образом, по версии фильма Сонни был убит 3 октября 1951 года, что противоречит роману Пьюзо.
Также из фильма «Крёстный отец» были удалены многие сцены центральным персонажем которых Сонни, поскольку они не развивали сюжет.
Каан согласился повторить роль Сонни в сцене воспоминаний о дне рождения в фильме «Крёстный отец 2», потребовав, чтобы ему заплатили тот же гонорар, который он получил за весь предыдущий фильм.

## Биография вымышленного персонажа

### Ранняя жизнь
Сантино Корлеоне — старший из четырёх детей дона Вито Корлеоне и его жены Кармелы. В 16 лет Сонни совершил своё первое ограбление. Когда Питер Клеменца, правая рука Вито и крёстный отец Сонни сообщил об этом Вито, тот потребовал от сына объяснений. Сонни ответил, что за несколько лет до этого он был свидетелем убийства Вито гангстера Дона Фануччи, и выразил желание присоединиться к «семейному бизнесу». После этого разговора Вито отправил Сонни Клеменце на обучение.
Сонни завоевал себе авторитет в возрасте 19 лет. К середине 30-х он стал капореджиме семьи Корлеоне. К концу Второй мировой войны он занял место заместителя дона и был выбран наследником клана Корлеоне, известным как человек со вспыльчивым характером. Тем не менее, Сантино не был лишён благородства. В 11 лет он привёл домой бездомного мальчика Тома Хейгена, потребовав, чтобы тому разрешили остаться в семье. Вито неофициально усыновил Хейгена, который в конечном итоге поднялся по служебной лестнице и дослужился до консильери Вито. Будучи старшим ребёнком в семье, Сонни защищал своих младших братьев и сестру и питал слабость к Майклу. Несмотря на отсутствие моральных терзаний при убийстве мужчин, Сонни не мог заставить себя обидеть женщин, детей и других людей, которые были не в состоянии постоять за себя.
В 1935 году Сонни женился на Сандре, молодой итальянской иммигрантке, и у них родилось четверо детей: девочки-близняшки Франческа и Кэтрин, и два сына Сантино-младший и Фрэнк. Также у него было несколько любовниц, в том числе подруга его сестры Конни, Люси Манчини.
В 1941 году, в день рождения Вито Корлеоне, Майкл заявил, что бросил учёбу в колледже и рассказал о своём намерении вступить в армию. Сонни вышел из себя и отчитал Майкла за то, что тот готов рисковать своей жизнью ради «кучки незнакомцев». Также в этот день состоялось знакомство Конни и Карло, который являлся другом Сонни.

Сонни Корлеоне со своим отцом Вито и братьями Фредо и Майклом в день свадьбы Конни Корлеоне.

В 1945 году, Сонни присутствовал на свадьбе своей младшей сестры Конни и друга Карло Рицци. Спустя несколько дней, наркобарон Вёрджил «Турок» Соллоццо, заручившийся поддержкой семьи Татталья обратился к Вито с предложением профинансировать торговлю наркотиками и обеспечить ему юридическую и политическую защиту. Во время встречи Сонни выражает заинтересованность в сделке, от которой Вито отказывается. После встречи дон Корлеоне ругает Сонни за то, что тот раскрыл свои мысли постороннему. Впоследствии Соллоццо организует покушение на Вито, полагая, что Сонни, как преемник своего отца, вовлечёт семью Корлеоне в торговлю наркотиками.

### Глава семьи
В результате неудачной попытки покушения, Вито оказывается на долгое время прикован к постели, в связи с чем Сонни становится исполняющим обязанности босса семьи Корлеоне. Сонни приказывает Клеменце казнить предавшего Корлеоне телохранителя Вито, Поли Гатто. Солоццо предпринимает вторую попытку убийства Вито в больнице, которую предотвращает Майкл. Затем Сонни приказывает убить Бруно Татталью, сына и младшего босса союзника Соллоццо Филиппа Таттальи. Дабы предотвратить разжигание войны между кланами, Солоццо предлагает Майклу выступить переговорщиком от лица Корлеоне. Сонни, полагая, что это уловка, отказывается и требует, чтобы другие мафиозные семьи передали Соллоццо семье Корлеоне, иначе он объявит войну. Хейген успешно убеждает Сонни подождать, поскольку капитан Марк МакКласки, коррумпированный капитан полиции Нью-Йорка, согласился быть телохранителем Солоццо. Хейген предупреждает Сонни, что убийство Маккласки нарушит давнее правило мафии не убивать сотрудников правоохранительных органов, и что реакция со стороны конкурирующих мафиозных семей и стражей порядка приведёт к негативным последствиям.
Майкл, который никогда не хотел иметь ничего общего с семейным бизнесом, добровольно убивает Соллоццо и МакКласки, утверждая, что за последнего не будут мстить, так как тот коррумпирован и замешан в наркоторговле. Сонни проникается уважением к уверенности Майкла, но в то же время выражает сомнение, что «хороший мальчик из колледжа» способен на убийство. Тем не менее, он одобряет план младшего брата. Майкл встречается с Солоццо и МакКласки в итальянском ресторане в Бронксе и убивает обоих. Это разжигает первую за десятилетие войну мафии в преступном мире Нью-Йорка. Сонни организовывает переезд Майкла на Сицилию под покровительство друга Вито, дона Томмазино.
Война между Пятью Семьями затягивается и Сонни, не в силах выйти из положения, проводит кровавые рейды, которые укрепляют его репутацию. Также он начинает подготовку заговора по устранению конкурирующих боссов мафии. Эмилио Барзини, соперник Вито и сила, стоящая за Солоццо, вербует жестокого мужа Конни, Карло Рицци, чтобы тот помог заманить Сонни в ловушку. Ранее Сонни избил Карло после того, как тот поднял руку на Конни. Чтобы выманить Сонни на открытое пространство, Карло провоцирует Конни на конфликт, прежде чем жестоко избить её. В истерике она звонит в дом Корлеоне и просит Сонни о помощи. В ярости Сонни мчится к квартире Конни в Адской кухне впереди своих телохранителей. Тем не менее, оказавшись в пункте взимания платы на Лонг-Бич, Сонни подвергается нападению со стороны людей Барзини, которые с особой жестокостью расстреливают его.

### Наследие
Спустя 30 лет после смерти Сонни, его внебрачный сын от Люси Манчини, Винсент, начал самоутверждаться в семье, лично устранив врага семьи Джоуи Засу, прежде чем Майкл выбрал его своим преемником на посту дона. Известно, что четверо законных детей Сонни никогда не играли какой-либо роли в делах семьи.

## Другие появления
Каан озвучил Сонни Корлеоне в игре «The Godfather: The Game», а также дал разрешение Electronic Arts использовать свою внешность для модели персонажа. После покушения на его отца, Сонни поручает Сальваторе Тессио убить Филиппа и Джона Таталья, заручившись поддержкой главного героя игры, Альдо Трапани. Также Сонни и Трапани участвуют в войне против семьи Кунео. Став свидетелем убийства Сонни, Альдо выслеживает убийц, но, прежде чем он успевает перейти к действиям, чтобы отомстить, дон Вито возвращается к делам семьи, чтобы заключить перемирие.

## Критика и наследие
В 1973 году, за роль Сонни Корлеоне Каан был номинирован «Оскар» за «лучшую мужскую роль второго плана» и «Золотой глобус» «лучший драматический актёр».

### В поп-культуре
Джон Белуши появился в скетче «Saturday Night Live» в роли Вито Корлеоне на сеансе терапии, где бросил фразу: «Кроме того, они выстрелили в моего сына Сантино 56 раз». В сериале «Клан Сопрано» бар Тони Сопрано называется «Bada Bing!», что является отсылкой на выражение Сонни Корлеоне в исполнении Джеймса Каана.
Образ и сцены с участием Сонни Корлеоне несколько раз пародировались в мультсериале «Симпсоны»: в эпизоде «Мистер Плуг» мультсериала Барта Симпсона со всех сторон забрасывают снежками, пародируя сцену расстрела Сонни Корлеоне; в эпизоде «Сильная, хладнокровная Мардж» Мардж Симпсон избивает своего обидчика точно так же, как в сцене избиения Сонни Карло Рицци; в серии «Война духовок» Джеймс Каан был специально приглашён на озвучку персонажа, который погибает при тех же обстоятельствах, что и Сонни Корлеоне.
В комиксе Batman: The Long Halloween у персонажа Кармайна Фальконе (основанного на Вито Корлеоне) имеется дочь, являющаяся женской версией Сонни Корлеоне. Также персонаж Винсент Фальконе приносит своего сына Кармайна Томасу Уэйну, чтобы тот прооперировал его, подобно тому, как Вито принёс тело Сонни Бонасере.
Популярный спортивный обозреватель Билл Симмонс часто сравнивал «ход Сонни Корлеоне» с «ходом Майкла Корлеоне», говоря о поспешных, опрометчивых решениях, которые приводят к плохому исходу, тогда как терпеливый, аргументированный подход был гораздо более успешным. Часто эта аналогия применялась к подписанию и обмену свободными агентами в НБА.